# Erik, a viking
Az Erik, a viking (angolul Erik the Viking) 1989-as brit fantasy vígjáték. A filmet Terry Jones rendezte. A filmet Jones 1983-as "The Saga of Erik the Viking" című gyermekkönyve ihlette, de a cselekmény teljesen más. Jones továbbá feltűnik a filmben, mint Arnulf király.

## Cselekmény
A film főszereplője Erik, a viking (Tim Robbins), aki felfedezi, hogy a többi vikinggel ellentétben őt nem érdekli az erőszak és a rablás.

## Egyéb média
1989-ben képregény készült a filmből.
Videojátékot is terveztek a film alapján, és már előkészületben volt, de végül elvetették az ötletet.

## Fogadtatás
A Rotten Tomatoes oldalán 47%-on áll, 19 kritika alapján.
A Variety magazin szerint „az az ötlet, hogy egy viking harcos felfedezi, hogy több van az életben, mint az erőszak és a rablás, jópofa”, és ezért „élvezetes filmnek” tartották. A New York Times kritikusa, Vincent Canby 3 ponttal értékelte az ötből. Kritikája szerint "nem tartozik a legjobb Monty Python filmek közé, de folyamatosan szórakoztat, bár egyes poénok nem működnek, és a párbeszédet időnként elnyomják a hangeffektusok".
Roger Ebert 0 ponttal értékelte a négyből, és „teljesen értéktelennek” nevezte. A Los Angeles Times kritikusa, Chris Willman is negatív kritikával értékelte.
Az Egyesült Királyságban 845,436 fontos bevételt hozott.
Az IMDb oldalán 6.3 pontot ért el a tízből, míg a Port.hu oldalán 8.9 pontot ért el a tízből.